# Rafael Orozco Maestre
Rafael José Orozco Maestre (24 mars 1954 à Becerril, Cesar - 11 juin 1992 à Barranquilla, Atlántico) est un chanteur colombien de musique vallenato. Il est, de son vivant, l'un des principaux représentants de cette musique folklorique populaire colombienne, aux côtés de son collègue accordéoniste Israel Romero, du groupe vallenato Binomio de Oro de América, très populaire en Colombie, au Mexique et au Venezuela.

## Biographie

### Jeunesse
Orozco né dans la petite ville de Becerril. Enfant, il vendait de l'eau qu'il recueillait dans la rivière Maracas avec son âne El Ñato. Au départ, il voulait être accordéoniste comme son père. Il a fréquenté le lycée du Colegio Nacional Loperena à Valledupar. En 1975, après le lycée, il enregistre deux albums avec l'accordéoniste Emilio Oviedo.

### Binomio de Oro
En 1976, il rencontre l'accordéoniste Israel Romero lors d'une fête et ils deviennent amis. Deux mois plus tard, ils fondent le groupe musical Binomio de Oro de América, avec ce groupe ils ont gagné trois Congos de Oro au Carnaval de Barranquilla, 16 disques d'or et deux disques de platine pour des ventes millionnaires dans le monde entier. Leur première chanson s'appelle La Creciente du compositeur Hernando Marín.
En 1991, Orozco a écrit la chanson Solo Para Ti, dédiée à sa femme.

### Décès
Orozco est assassiné par des hommes armés devant sa maison lors de la fête du 15e anniversaire de sa fille. On pense qu'ils ont été embauchés par un baron de la drogue en colère dont la femme - ou la petite amie - était obsédée par Orozco. Il a été allégué qu'Orozco avait une relation sentimentale avec une jeune femme nommée Maria Angelica Navarro Ogliasti, identifiée comme la petite amie du tueur à gages du cartel de Medellin Jose Reinaldo Fiallo, lui-même assassiné en novembre 1992 sur ordre de Pablo Escobar.
En 2014, à titre posthume, Caracol TV, la plus grande chaîne de télévision colombienne, commence à diffuser une telenovela intitulée Rafael Orozco, el ídolo, sur la vie de Rafael Orozco Maestre.

## Discographie
De 1977 à 1991, le Binomio de Oro a enregistré 20 albums sans compter les contributions spéciales à d'autres artistes sur différentes compilations, interrompues par la mort du chanteur Rafael Orozco.

### Albums studio
- 1977 : Binomio de Oro
- 1977 : Por lo Alto
- 1978 : Enamorado como Siempre
- 1978 : Los Elegidos
- 1979 : Super Vallenato
- 1980 : Clase Aparte
- 1980 : De Cache
- 1981 : 5 Años de Oro
- 1982 : Festival Vallenato
- 1982 : Fuera de Serie
- 1983 : Mucha Calidad
- 1984 : Somos Vallenato
- 1985 : Superior
- 1986 : Binomio de Oro
- 1987 : En Concierto
- 1988 : Internacional
- 1989 : De Exportación
- 1990 : De Fiesta con el Binomio
- 1991 : Por Siempre
- 1991 : De América